# Balneario de la Alameda
El Balneario de la Alameda está ubicado en la calle Amadeo de Saboya número 14 de la ciudad de Valencia (España). Se trata de un edificio público conocido originalmente como Asilo de Lactancia construido en 1908, obra del arquitecto Ramón Lucini Callejo.

## Edificio
El edificio fue ejecutado por el arquitecto leonés Ramón Lucini Callejo en 1908. De estilo modernista valenciano, fue construido por iniciativa del Ateneo Mercantil de Valencia para guardería de los hijos de las trabajadoras de la cercana Fábrica de Tabacos. Fue utilizado para la Exposición Regional Valenciana de 1909. En 2001 la Universidad de Valencia cede el edificio al Ayuntamiento de Valencia. Recientemente fue reformado para su uso como balneario, actividad que ya tuvo el edificio a mediados del siglo XX.
De amplias dimensiones, consta de planta baja y de una sola altura. En su fachada destaca la utilización del ladrillo con azulejos en colores azul y blanco. En la entrada al edificio destaca un arco en piedra con una inscripción que recuerda su origen. Contiguo al edificio, por su parte trasera, se encuentra el palacio de la Exposición de Valencia que también formó parte del conjunto de edificios de la Exposición Regional Valenciana de 1909.